# Portret księcia Benavente
Portret księcia Benavente (Portret Juana Alonso de Pimentel y Herrery) – obraz olejny hiszpańskiego malarza pochodzenia greckiego Dominikosa Theotokopulosa, znanemu jako El Greco.
Portret przedstawia mężczyznę, szlachcica, o czym może świadczyć ledwo widoczna szpada u boku z prawej strony. Prawdopodobnie jest to Juan Alonso de Pimentel y Herrera, rycerz Zakonu Santiago. Mężczyzna o ostrych rysach twarzy spogląda dużymi oczami w stronę widza, na sobie ma czarną pelerynę zlewającą się z tłem. Tak jak na wielu innych portretach El Greca z ciemnym tłem, ze strojem kontrastuje biała duża kryza i białe mankiety. Postać mężczyzny jest bardzo podobna do modela z wcześniejszego dzieła malarza Portret szlachcica.